# .aero
.aero (del Inglés aeroplane, avión) es un dominio de Internet genérico de nivel superior (gTLD) utilizado en el Domain Name System de Internet. Es el primer gTLD basado en una sola industria, reservado para actividades relacionadas con la aviación. Fue creado en 2002 y es operado por SITA (Société Internationale de Télécommunications Aéronautiques).

## Dominio .aero
El dominio .aero es un dominio de nivel superior patrocinado (sTLD) en el sistema de nombres de dominio de Internet, reservado para organizaciones de la industria aeroespacial. Administrado por la Société Internationale de Télécommunications Aéronautiques (SITA), fue aprobado por ICANN el 17 de diciembre de 2001.

## Historia

### Desarrollo inicial
La creación de .aero respondió a una propuesta de 2000 de ICANN para expandir los dominios genéricos. SITA, consorcio fundado en 1949 por 11 aerolíneas, presentó el proyecto técnico que incluía: 
- Sistema de verificación Aero ID
- Reserva de códigos IATA/ICAO
- Políticas de elegibilidad sectorial.[4]

El lanzamiento oficial ocurrió el 17 de marzo de 2002, tras superar evaluaciones de viabilidad técnica y comunitaria.

## Estructura técnica

### Políticas de registro
Para registrar un dominio .aero, los solicitantes deben pertenecer a una de estas categorías:
1. Aerolíneas certificadas por IATA/ICAO
2. Aeropuertos con código IATA
3. Fabricantes aeroespaciales
4. Organismos de regulación aérea
5. Proveedores de servicios certificados

La verificación se realiza mediante:
- Certificado de operación aérea (para aerolíneas)
- Licencia de aeropuerto (para instalaciones)
- Registro mercantil sectorial (para empresas).[7]

### Codificación especializada
- Aerolíneas: Códigos IATA de dos letras reservados automáticamente (ej: AA.aero para American Airlines).[8]
- Aeropuertos: Códigos IATA de tres letras disponibles desde 2008.[9]
- Marcas registradas: Protección contra cybersquatting mediante UDRP mejorada.[10]

## Gobernanza

### Órganos de control
1. Dot Aero Council: Cuerpo consultivo con representantes de:

```
  * Asociación Internacional de Transporte Aéreo (IATA)
  * Consejo Internacional de Aeropuertos (ACI)
  * Organización de Aviación Civil Internacional (ICAO)
[
11
]
```

1. Comité de políticas: Desarrolla normas de registro con aportes de:

```
  * 45% aerolíneas
  * 30% aeropuertos
  * 25% otros actores sectoriales.
[
12
]
```

## Estadísticas y adopción

### Datos clave (2025)
| Indicador                  | Valor    | Fuente                |
| -------------------------- | -------- | --------------------- |
| Dominios registrados       | 8,542    | SITA Domain Report    |
| Tasa de renovación         | 78%      | ICANN sTLD Metrics    |
| Aerolíneas usando .aero    | 62%      | IATA Digital Survey   |
| Resolución de disputas/año | 12 casos | WIPO Arbitration Data |

### Casos destacados
- Lufthansa.aero: Primer dominio registrado (marzo 2002).[17]
- Heathrow.aero: Modelo de uso integrado para servicios aeroportuarios.[18]
- NASA.aero: Portal de investigación aeroespacial pública.[19]

## Controversias

### Críticas documentadas
1. Baja adopción inicial: Solo 327 dominios en 2003.[20]
2. Complejidad de registro: Requiere 5 documentos de validación promedio.[21]
3. Competencia con .com: 89% de empresas aeroespaciales mantienen dominios .com.[22]

### Defensas institucionales
SITA argumenta que .aero ofrece:
- 92% menos ciberocupación que dominios genéricos.[23]
- Integración con sistemas ATM (Air Traffic Management).[24]
- Validación de identidad sectorial.[25]